# Alternative Tentacles
Alternative Tentacles is een onafhankelijk platenlabel dat in 1979 in San Francisco is opgericht door Jello Biafra, zanger van Dead Kennedys. California Über Alles was de eerste single die uitkwam op het platenlabel. In 1992 werd Virus 100, het honderdste album op het platenlabel uitgebracht. Dit is een compilatie van zestien Dead Kennedys-nummers gespeeld door andere artiesten. Aan dit album werkten onder andere Sepultura, Faith No More, L7 en The Disposable Heroes of Hiphoprisy mee.
In 2002 verhuisde het label naar Emeryville. 

## Artiesten (selectie)
- Amebix
- 16 Horsepower
- Hanson Brothers
- Butthole Surfers
- Dead Kennedys
- D.O.A.
- Melvins
- Neurosis
- NoMeansNo
- Pansy Division

### Spoken words(selectie)
- Jello Biafra
- Howard Zinn
- Noam Chomsky
- Arundhati Roy